# تفریق

تفریق عدد ۸۴۷۳۲۵۵۶۱ از ۹۸۰۰۵۰۰۴۳

تَفریق یا مِنها یکی از چهار عمل اصلی در حساب و جبر مقدماتی است، که به فرایند تعیین تفاوت میان دو عدد گفته می‌شود.
فرمول تفریق:
{\displaystyle z=x-y}

## نگارخانه

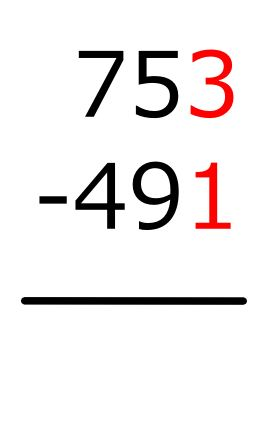
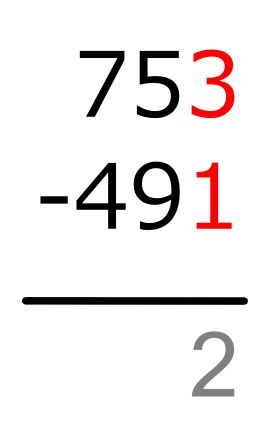
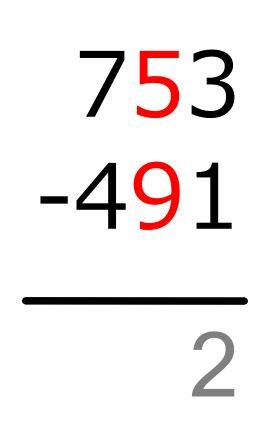
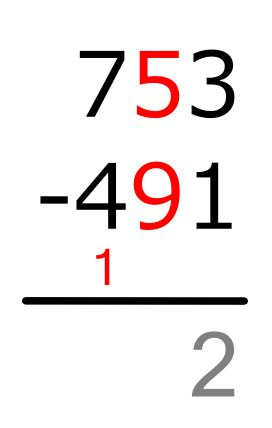
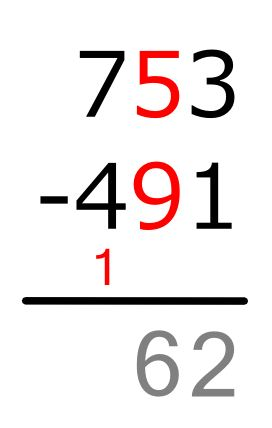
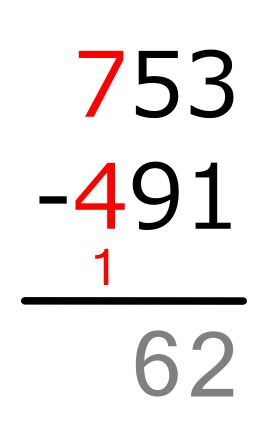
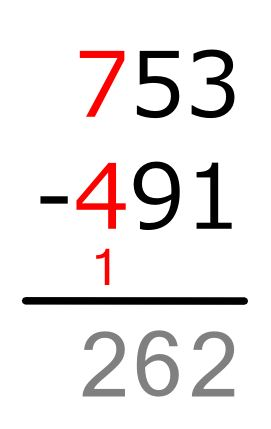
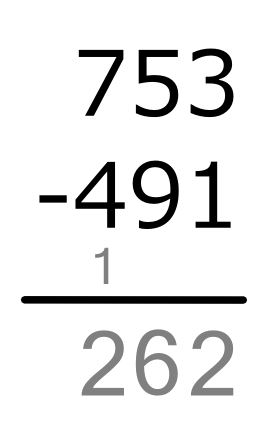